# Ajuy
Ajuy es una región y un caserío del municipio de Pájara, en la isla de Fuerteventura (Canarias, España), situado en la desembocadura del Barranco de Ajuy, a 10 kilómetros del casco municipal.  El topónimo es aborigen.

## Geografía
Es una zona formada por pequeños barrancos, entre los que destaca el ya mencionado barranco de Ajuy y el Barranco del Aulagar y de lomos que descienden de las montañas hasta el mar, donde se forma el acantilado costero que recorre la costa oeste de Fuerteventura. Es una zona de relieve accidentado, salvo la pequeña llanura de Tablero Comisianes. En la zona encontramos una importante colonia de tarajales y palmeras. 

## Historia
Aparece citado en el Diccionario Geográfico-Estadístico-Histórico de Pascual Madoz (1845-1850) como zona agrícola irrigada que producía millo, papas, barrilla, frutas y algodón, aunque su población era testimonial, limitándose a 4 casas terreras y 3 chozas habitadas por 9 vecinos. A lo largo del siglo XX la escasa población de la zona subsistió gracias a la ganadería, la agricultura y a la pesca, limitada esta última por las condiciones de la mar.

## Demografía
| 2000 | 2002 | 2004 | 2006 | 2008 | 2012 | 2014 | 2016 | 2017 |
| ---- | ---- | ---- | ---- | ---- | ---- | ---- | ---- | ---- |
| 118  | 125  | 129  | 129  | 106  | 80   | 84   | 79   | 80   |

## La playa
Junto al pequeño pueblo se encuentra la playa del mismo nombre, también conocida como Puerto de la Peña, puesto que en anteriores momentos históricos sirvió como lugar de embarque de cereales y ganados de la isla de Fuerteventura con destino al mercado interior o, incluso, la Baja Andalucía y la isla de Madeira, como aparece en las actas de los Acuerdos del Cabildo de Fuerteventura.
Es una playa compuesta de arena oscura, grava y bolos de unos 270 metros de longitud. y 30 de ancho . El oleaje es fuerte  y ventosa.

## Monumento natural de Ajuy
Ajuy se encuentra en el interior del parque rural de Betancuria, pero sus características particulares le brindan una categoría de protección más específica y desde el 19 de diciembre de 1994 según la ley de Espacios Naturales de Canarias está clasificado como monumento natural.
La protección se debe a la presencia de un depósito de materiales antiguos de extraordinario interés científico, en el que están presentes sedimentos oceánicos y fósiles de animales marinos ya desaparecidos. Contiene además formas heredadas de otros tiempos modeladas en condiciones ambientales diferentes a la actuales que destacan en conjunto como elementos singularizado de gran belleza.